# Фабер, Готгильф Теодор
Готгильф Теодор Фабер (нем. Gotthilf Theodor von Faber; 4 (15) февраля 1766, Рига, Россия, — 28 ноября 1847, Париж, Франция) — публицист, педагог и дипломат.

## Биография
Готгильф Теодор Фабер родился в 1766 году (в РБС и МЭСБЕ указана дата 1768 год) в Риге.
Среднее образование получил в Магдебурге, затем изучал юриспруденцию в университетах Галле и Йены.
В 1789 году Фабер приехал в Париж, где сошёлся с некоторыми деятелями революции и вступил солдатом в ряды французской армии; взятый в 1793 году в плен австрийскими войсками, он бежал в 1795 году и во время Директории служил французским администратором в прирейнских провинциях; позже был профессором французского языка и словесности в Кёльнской центральной школе.
В 1805 году он принял приглашение попечителя Виленского учебного округа, князя Чарторижского, поступить на службу в Виленский университет, но вследствие отставки Чарторижского места не получил и жил в Санкт-Петербурге и Лифляндии, занимаясь литературой.
В 1813 году он стал чиновником статистического отделения министерства полиции; в 1814 году редактировал орган министерства иностранных дел «Conservateur impartial»; затем служил по дипломатической части во Франкфурте, Майнце и Кобленце.
Готгильф Теодор Фабер умер в городе Париже 16(28) ноября 1847 года, в чине действительного статского советника.